# Romániai örmény katolikus ordináriátus
Az örmény katolikus egyház Romániában található egyházmegyéje. Apostoli kormányzója 2020. szeptember 2-a óta Kovács Gergely gyulafehérvári érsek.
Az ordináriátus székhelye Szamosújvár, tagjainak száma 2016-ban 626 volt.
Négy egyházközösség alkotja:
- Gyergyószentmiklósi örmény katolikus templom
- Szamosújvári Örmény Katolikus Egyházközösség(wd)
- Erzsébetvárosi Örmény Katolikus Egyházközösség
- Csíkszépvízi örmény katolikus templom

## Szomszédos egyházmegyék
- Párizsi Szent Kereszt örmény katolikus egyházmegye (nyugat)
- Lvivi örmény katolikus főegyházmegye (észak)
- Isztambuli örmény katolikus főegyházmegye (délkelet)
- Görögországi örmény katolikus ordinariátus (dél)